# Reserva natural Aguas Chiquitas
El área natural protegida provincial Aguas Chiquitas se encuentra a poca distancia de la localidad de El Cadillal, en el departamento Tafí Viejo de la provincia de Tucumán, Argentina. Abarca una superficie de 2887 ha. con límites cercanos a la costa este del dique El Cadillal, en torno aproximadamente a la posición 26°35′12″S 65°11′34″O / -26.58667, -65.19278.

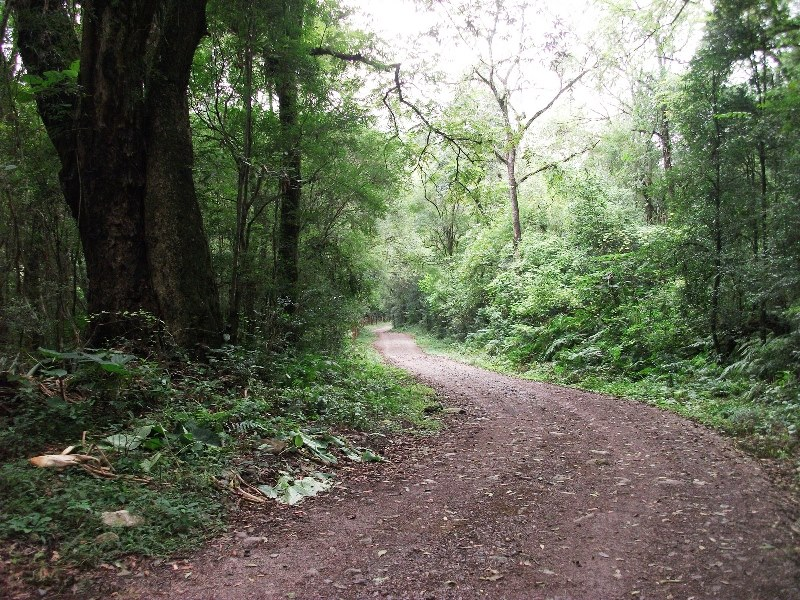
Camino de acceso principal dentro del Área Natural Protegida

## Características generales
El área protegida fue creada en el año 1982, como Estación biológica y abarcaba una superficie de 740 ha, con el objetivo específico de realizar "estudios etológicos y cría de especies de la fauna silvestre autóctona para su repoblación y recuperación".

En el año 1986 se decretó la ampliación de la superficie protegida y la formación de la reserva natural. La estación biológica estuvo en actividad durante algún tiempo y luego parte de los animales que allí estaban se trasladaron a la reserva Horco Molle.

## Geografía
La reserva muestra un relieve accidentado, con abundantes cursos de agua que en algunos puntos forman cascadas de gran valor paisajístico. Asimismo, esta zona configura el espacio transicional de bosques nativos de las ecorregiones yungas y chaco serrano, con espacios de pastizales de neblina y selva de altura. 
Estos bosques nativos de transición prácticamente han desaparecido y esta reserva protege uno de los últimos que permanecen inalterados.

## Flora y fauna
La flora está caracterizada por el ambiente transicional, en el que los ejemplares típicos de ambientes húmedos ceden progresivamente el espacio o se intercalan con otras especies de clima más árido. Es así como se encuentran ejemplares propios de entornos húmedos como el horco molle (Blepharocalyx salicifolius), el arrayán (Eugenia  uniflora) y el laurel tucumano (Cinnamomum porphyrium), que comparten el espacio de transición con ejemplares de la selva pedemontana como el cebil colorado (Anadenanthera colubrina), la lanza amarilla (una variedad de Terminalia) y el palo tinta (una variedad de Achatocarpus).
La fauna es rica en diversidad. Se ha registrado la presencia de más de 40 especies de mamíferos y unas 50 especies de aves, aunque la situación del entorno permite suponer que la riqueza ornitológica es aún mayor.

## Patrimonio científico
Se han hallado restos fósiles de mamíferos y saurios, lo que permite suponer la presencia de un yacimiento paleontológico aún sin explorar en su totalidad.